# Sojuz 17
Sojuz 17 (kod wywoławczy Зенит – Zenit) przetransportował kosmonautów Gieorgija Grieczko i Aleksieja Gubariewa na stację kosmiczną Salut 4, gdzie pozostali przez blisko miesiąc, wykonując serię badań astrofizycznych.
Testowane było pasywne złącze cumownicze.

## Załoga

### Podstawowa
- Aleksiej Gubariew (1)
- Gieorgij Grieczko (1)

### Rezerwowa
- Wasilij Łazariew (2)
- Oleg Makarow (2)

### Druga rezerwowa
- Piotr Klimuk (2)
- Witalij Siewastjanow (2)

## Przebieg misji
Sojuz 17 zacumował do stacji Salut 4 na nietypowo wysokiej orbicie 350 km w dniu 12 stycznia 1975 r. Wysokość orbity uwarunkowana była istotą planowanych badań – badaniami z zakresu astrofizyki. Na kosmonautów czekała kartka od konstruktorów nowej stacji, nakazująca wytarcie butów przed wejściem. Wiele uwagi w czasie tego lotu poświęcono badaniom medycznym i ćwiczeniom fizycznym. Kosmonauci „przejechali” w czasie pobytu w bazie na rowerze i rolkach 1000 km, przeszli na ruchomej bieżni, dociskani do niej szelkami gumowymi, 100 km i przebiegli 150 km. Oprócz tego wykonali ćwiczenia odpowiadające podnoszeniu 20 000 kG.
Lustro teleskopu stacji okazało się być niezdatne do użycia – zniszczyło je długotrwałe wystawienie na promienie słoneczne po awarii systemu pozycjonowania lustra. Kosmonauci nałożyli na lustro nową warstwę odblaskową, i wypracowali technikę ręcznego sterowania teleskopem – przy pomocy stopera, stetoskopu i odgłosów przesuwającego się lustra.
Załoga przeprowadziła serię eksperymentów z zakresu astronomii, w tym obserwacje Słońca, Ziemi i innych planet.